# William Walter Phelps

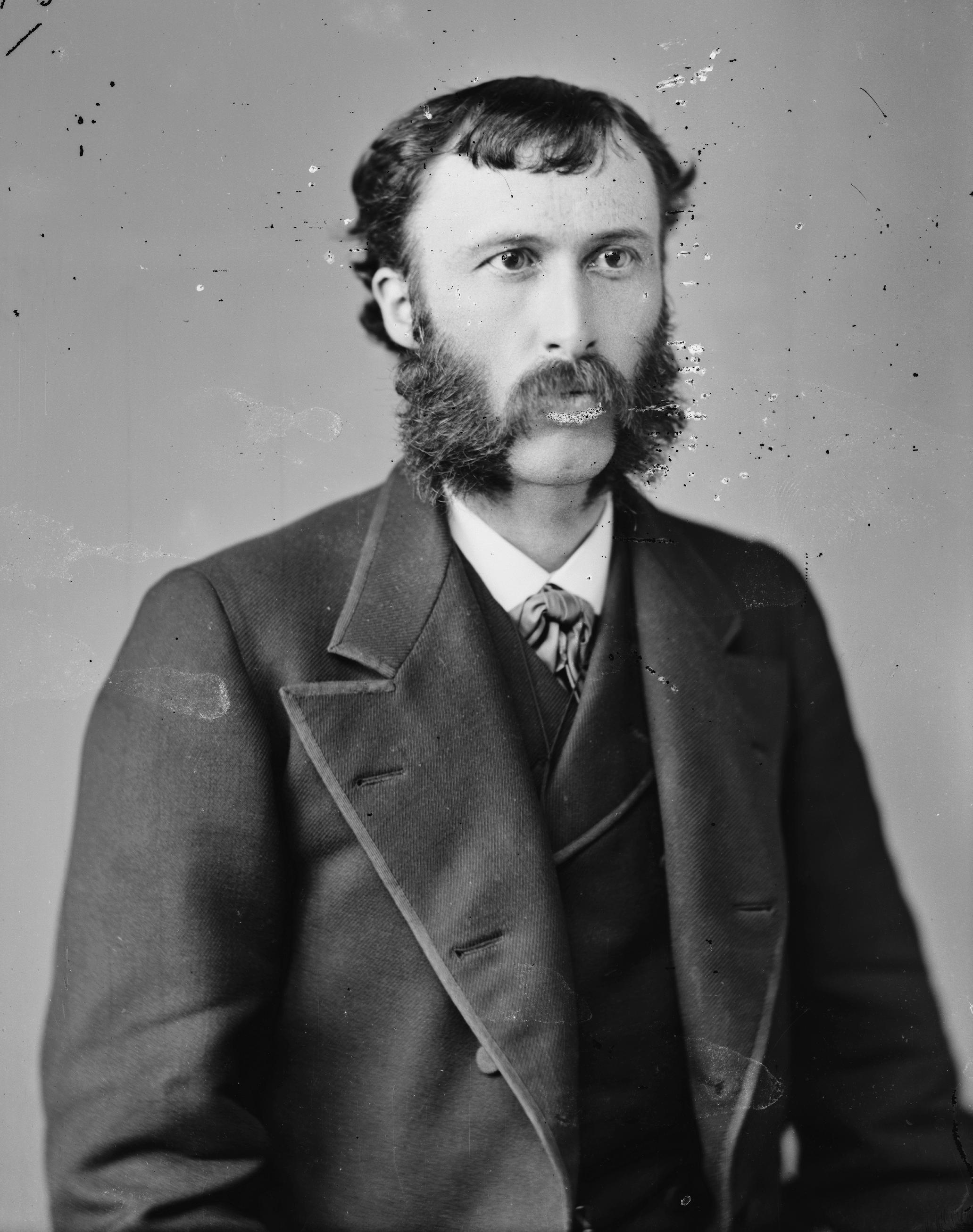
William Walter Phelps

William Walter Phelps (* 24. August 1839 in New York City; † 17. Juni 1894 in Englewood, New Jersey) war ein US-amerikanischer Diplomat und Politiker. Zwischen 1873 und 1875 sowie von 1883 bis 1889 vertrat er den Bundesstaat New Jersey im US-Repräsentantenhaus.

## Werdegang
William Phelps besuchte in der Nähe von Bridgeport (Connecticut) private Schulen. Anschließend war er am Mount Washington Institute in New York. Daran schloss sich bis 1860 ein Studium am Yale College an. Nach einem anschließenden Jurastudium am Columbia College und seiner 1863 erfolgten Zulassung als Rechtsanwalt arbeitete er bis 1868 in New York in diesem Beruf. In den folgenden Jahren schlug er eine erfolgreiche Laufbahn im Bankgewerbe und im Eisenbahngeschäft ein. So war er Direktor bei mehreren Eisenbahngesellschaften.
Politisch war Phelps Mitglied der Republikanischen Partei. Bei den Kongresswahlen des Jahres 1872 wurde er im fünften Wahlbezirk von New Jersey in das US-Repräsentantenhaus in Washington, D.C. gewählt, wo er am 4. März 1873 die Nachfolge von George A. Halsey antrat. Da er im Jahr 1874 dem Demokraten Augustus W. Cutler unterlag, konnte er bis zum 3. März 1875 zunächst nur eine Legislaturperiode im Kongress absolvieren. In den Jahren 1880 und 1884 nahm er als Delegierter an den jeweiligen Republican National Conventions teil.
Zwischen 1881 und 1882 war Phelps als Nachfolger von John A. Kasson Gesandter der Vereinigten Staaten im Kaiserreich Österreich-Ungarn. Bei den Kongresswahlen des Jahres 1882 wurde er dann erneut im fünften Distrikt seines Staates in den Kongress gewählt, wo er am 4. März 1883 John Hill ablöste. Nach zwei Wiederwahlen konnte er bis zum 3. März 1889 drei weitere Amtszeiten im US-Repräsentantenhaus verbringen. Im Jahr 1888 verzichtete Phelps auf eine erneute Kandidatur. Er war damals auch als Kunstsammler bekannt. Allerdings wurden die meisten Stücke seiner Sammlung bei einem Feuer zerstört.
Im Jahr 1889 wurde er von seinem Parteifreund, Präsident Benjamin Harrison, zum amerikanischen Delegierten auf der Samoa-Konferenz in Berlin ernannt. Zwischen 1889 und 1893 war er als Nachfolger von George H. Pendleton US-Gesandter in Deutschland. In dieser Zeit verschlechterte sich sein bereits vorher angeschlagener Gesundheitszustand noch mehr. Nach seiner Rückkehr aus Deutschland wurde er am 20. Juni 1893 in New Jersey zum Berufungsrichter ernannt. Seit Februar 1894 ging es mit seinem Gesundheitszustand drastisch bergab. Im Mai konnte er sein Bett nicht mehr verlassen. Er starb am 17. Juni 1894 in Englewood.